# Łączkowice
Łączkowice [pronunciación en polaco: /wɔnt͡ʂkɔˈvit͡sɛ/] es un pueblo ubicado en el distrito administrativo de Gmina Masłowice, dentro del Distrito de Radomsko, Voivodato de Łódź, en Polonia central. Se encuentra aproximadamente a 7 kilómetros al sureste de Masłowice, a 29 kilómetros al este de Radomsko, y a 84 kilómetros al sur de la capital regional Łódź.